# HMS E30
Pour les articles homonymes, voir E30.
Le HMS E30 est un sous-marin britannique de classe E construit pour la Royal Navy par Armstrong Whitworth à Newcastle upon Tyne. Sa quille fut posée le 29 juin 1914 et il est mis en service en novembre 1915. Le HMS E30 a été perdu dans la mer du Nord. On pense qu’il a été coulé par une mine au large d’Orford Ness, Suffolk le 22 novembre 1916. Le champ de mines dont il a été victime n’a pas été découvert avant le 25 novembre. Il n’y a pas eu de survivants.

## Conception
Comme tous les sous-marins de la classe E postérieurs au E8, le E30 avait un déplacement de 673 tonnes en surface et de 820 tonnes en immersion. Il avait une longueur totale de 55 m et un maître-bau de 6,92 m. Il était propulsé par deux moteurs Diesel Vickers huit cylindres à deux temps de 800 chevaux (600 kW) et moteurs électriques deux moteurs électriques de 420 chevaux (310 kW),.
Le sous-marin avait une vitesse maximale de 16 nœuds (30 km/h) en surface et de 10 nœuds (19 km/h) en immersion. Les sous-marins britanniques de la classe E avaient une capacité en carburant de 51 tonnes de gazole, et une autonomie de 2 829 milles marins (5 238 km) lorsqu’ils faisaient route à 10 nœuds (19 km/h). Ils pouvaient naviguer sous l’eau pendant cinq heures en se déplaçant à 5 nœuds (9,3 km/h).
Le E30 était armé d’un canon de pont de 12 livres QF (Quick Firing) de 3 pouces (76 mm) monté vers l’avant du kiosque. Il avait cinq tubes lance-torpilles de 18 pouces (457 mm), deux à l’avant, un de chaque côté à mi-longueur du navire et un à l’arrière. Au total, 10 torpilles étaient emportées à bord.
Les sous-marins de la classe E avaient la télégraphie sans fil d’une puissance nominale de 1 kilowatt. Sur certains sous-marins, ces systèmes ont par la suite été mis à niveau à 3 kilowatts en retirant un tube lance-torpilles du milieu du navire. Leur profondeur maximale de plongée théorique était de 100 pieds (30 mètres). Cependant, en service, certaines unités ont atteint des profondeurs supérieures à 200 pieds (61 mètres). Certains sous-marins contenaient des oscillateurs Fessenden.
Leur équipage était composé de trois officiers et 28 hommes.

## Engagements
Après sa mise en service, le HMS E30 a rejoint la 11e flottille sous-marine, basée à Blyth, dans le Northumberland ,. Du 23 au 28 février 1916, le E30 patrouille au large du Danemark et de la Norvège avec l’intention de capturer des navires transportant du minerai de fer de la Norvège vers l’Allemagne, et d’attaquer tous les sous-marins allemands qui escortent les navires transportant du minerai de fer. Aucun navire n’a été aperçu pendant la patrouille.
Le E30 patrouillait dans le Cattégat en mars 1916, et il fut endommagé par une mer agitée le 16 mars. Le 18 mars, il arrêta le vapeur norvégien Kong Inge, transportant une cargaison mixte vers l’Allemagne, au large d’Anholt. Un équipage de prise est transféré à bord du Kong Inge, et le navire marchand a reçu l’ordre de se rendre à Leith pour être inspecté .
Le 5 avril, le E30, avec les sous-marins HMS G4 et G5 nouvellement mis en service, part de Blyth avec l’ordre de patrouiller entre le Danemark et les îles Orcades dans l’espoir d’intercepter des sous-marins allemands. La patrouille du E30 a été écourtée lorsqu’il a subi une explosion de batteries dans la matinée du 7 avril, tuant quatre hommes et le forçant à retourner à la base.
Le 15 mai 1916, le E30 part pour une nouvelle patrouille dans le Cattégat. Le 18 juin, il rencontre le vapeur allemand SS Trave, dont l’équipage abandonne le navire après que le E30 ait tiré un coup de semonce. Le E30 a tiré deux torpilles, qui ont manqué leur cible, puis il a coulé le vapeur à coups de canon.
Le 2 juin, le E30 revenait d’une patrouille au large de la Norvège lorsqu’il aperçut deux croiseurs britanniques revenant de la bataille du Jutland, auxquels il adressa des signaux, mais en réponse l’un d’eux, le HMS Minotaur, ouvrit le feu sur le E30. Le Minotaur a affirmé avoir coulé un sous-marin, mais le E30 est rentré à sa base sain et sauf.
Le 3 juillet, il rencontre le vapeur norvégien Prunelle au large de Lindesnes dans le sud de la Norvège. Le E30 a tiré deux coups de semonce, mais a été chassé par le torpilleur norvégien Kjell. La Norvège a protesté officiellement contre la tentative d’arraisonner le Prunelle, affirmant qu’elle avait eu lieu dans ses eaux territoriales.